# 蛇床
蛇床（学名：Cnidium monnieri）为伞形科蛇床属的植物。

## 形态
一年生草本；茎多分枝；叶三回三出式羽状全裂，最终裂片线形；夏季开白色花，复伞形花序；卵圆形双悬果，翅状果棱。

## 分布
分布于越南、俄罗斯、欧洲、朝鲜、北美以及中国大陆的华东、西北、西南、华北、中南、东北等地，生长于海拔200米至3,200米的地区，常生长在草地、路旁、田边以及河边湿地，目前尚未由人工引种栽培。

## 异名
- Cnidium monnieri (L.) Guss. var. formosanum (Yabe) Kitag.

## 外部連結
- 蛇床 Shechuang （页面存档备份，存于） 藥用植物圖像數據庫 (香港浸會大學中醫藥學院) （中文）（英文）
- 蛇床子 中藥材圖像數據庫  (香港浸會大學中醫藥學院) （中文）（英文）
- 蛇床子 She Chuang Zi （页面存档备份，存于） 中藥標本數據庫 (香港浸會大學中醫藥學院) （繁體中文）（英文）
- 花椒毒素 Xanthotoxin （页面存档备份，存于） 中草藥化學圖像數據庫 (香港浸會大學中醫藥學院) （中文）（英文）
- 喔斯腦 Osthol （页面存档备份，存于） 中草藥化學圖像數據庫 (香港浸會大學中醫藥學院) （中文）（英文）

## 延伸阅读
[在维基数据编辑]
 《欽定古今圖書集成·博物彙編·草木典·蛇床部》，出自陈梦雷《古今圖書集成》